# Torneo Apertura de la Primera B de Chile 2011
El Campeonato Nacional Petrobras de Apertura de la Asociación Nacional de Fútbol Profesional 2011 fue la quinta edición del torneo oficial de fútbol profesional de los Torneos de Apertura y Clausura de la Primera B, los cuales fueron disputados en la temporada 2011. El torneo fue organizado por la ANFP.
Este torneo marca el retorno de este sistema de torneo, tras haber sido reemplazado en la edición de 2010 por un torneo anual a causa del Terremoto de Chile de 2010.
El campeón fue Deportes Antofagasta, que quedó clasificado para la final por el segundo ascenso a Primera División. Al igual que en las ediciones de 2008 y 2009, el campeón del Torneo de Apertura también se coronó campeón del torneo anual, por lo que su pase a la final fue ocupado por Rangers, al haber sido subcampeón.

## Equipos participantes
| Zona Norte | Zona Sur |
| - San Marcos de Arica - Deportes Antofagasta - Deportes Copiapó - Coquimbo Unido - San Luis - Everton - Magallanes | - Curicó Unido - Rangers - Deportes Concepción - Naval - Lota Schwager - Unión Temuco - Deportes Puerto Montt |
| --- | --- |

### Equipos porregión
| Región             | N.º | Equipos                                    |
| ------------------ | --- | ------------------------------------------ |
| Biobío             | 3   | Deportes Concepción, Lota Schwager y Naval |
| Valparaíso         | 2   | Everton y San Luis                         |
| Maule              | 2   | Curicó Unido y Rangers                     |
| Arica y Parinacota | 1   | San Marcos de Arica                        |
| Antofagasta        | 1   | Deportes Antofagasta                       |
| Atacama            | 1   | Deportes Copiapó                           |
| Coquimbo           | 1   | Coquimbo Unido                             |
| Metropolitana      | 1   | Magallanes                                 |
| Araucanía          | 1   | Unión Temuco                               |
| Los Lagos          | 1   | Deportes Puerto Montt                      |

## Clasificación
Para partidos, ver el Anexo
- Fecha de actualización: 2 de julio

|  |     | Clubes                | Pts | PJ | G  | E | P  | GF | GC | Dif |
|  | --- | --------------------- | --- | -- | -- | - | -- | -- | -- | --- |
|  | 1º  | Deportes Antofagasta  | 40  | 19 | 12 | 4 | 3  | 26 | 19 | +7  |
|  | 2º  | Rangers               | 39  | 19 | 12 | 3 | 4  | 31 | 21 | +10 |
|  | 3º  | Deportes Concepción   | 32  | 19 | 9  | 5 | 5  | 27 | 18 | +9  |
|  | 4º  | Naval                 | 27  | 19 | 7  | 6 | 6  | 24 | 24 | 0   |
|  | 5º  | Curicó Unido          | 26  | 19 | 7  | 5 | 7  | 31 | 30 | +1  |
|  | 6º  | Coquimbo Unido        | 26  | 19 | 7  | 5 | 7  | 24 | 26 | -2  |
|  | 7º  | Unión Temuco          | 25  | 19 | 7  | 4 | 8  | 25 | 21 | +4  |
|  | 8º  | San Luis              | 25  | 19 | 7  | 4 | 8  | 27 | 25 | +2  |
|  | 9º  | Deportes Puerto Montt | 24  | 19 | 6  | 6 | 7  | 20 | 22 | -2  |
|  | 10º | San Marcos de Arica   | 23  | 19 | 6  | 5 | 8  | 31 | 30 | +1  |
|  | 11º | Lota Schwager         | 22  | 19 | 6  | 4 | 9  | 17 | 21 | -4  |
|  | 12º | Everton               | 21  | 19 | 5  | 6 | 8  | 21 | 27 | -6  |
|  | 13º | Magallanes            | 21  | 19 | 5  | 6 | 8  | 25 | 32 | -7  |
|  | 14º | Deportes Copiapó      | 16  | 19 | 5  | 1 | 13 | 21 | 34 | -13 |

|  | Campeón. Juega Partido de Campeones |

## Resultados

### Fase Zonal
| Fecha 1                              | Fecha 1              | Fecha 1   | Fecha 1               | Fecha 1 | Fecha 1                       | Fecha 1       | Fecha 1 | Fecha 1 | Fecha 1 |
|                                      | Local                | Resultado | Visitante             |         | Estadio                       | Fecha         | Hora    | Zona    |         |
| ------------------------------------ | -------------------- | --------- | --------------------- | ------- | ----------------------------- | ------------- | ------- | ------- | ------- |
|                                      | Deportes Concepción  | 2 - 0     | Deportes Puerto Montt |         | Municipal de Concepción       | 26 de febrero | 19:00   | Sur     |         |
|                                      | Coquimbo Unido       | 3 - 2     | San Marcos de Arica   |         | Francisco Sánchez Rumoroso    | 26 de febrero | 21:00   | Norte   |         |
|                                      | Magallanes           | 2 - 1     | Everton               |         | Municipal de La Pintana       | 27 de febrero | 12:00   | Norte   |         |
|                                      | Deportes Antofagasta | 0 - 2     | San Luis              |         | Regional de Antofagasta       | 27 de febrero | 17:00   | Norte   |         |
|                                      | Rangers              | 1 - 0     | Lota Schwager         |         | Alfonso Escobar de San Javier | 27 de febrero | 17:00   | Sur     |         |
|                                      | Curicó Unido         | 0 - 1     | Naval                 |         | La Granja                     | 27 de febrero | 17:00   | Sur     |         |
| Libre: Deportes Copiapó - Zona Norte |                      |           |                       |         |                               |               |         |         |         |
| Libre: Unión Temuco - Zona Sur       |                      |           |                       |         |                               |               |         |         |         |

| Fecha 2                        | Fecha 2               | Fecha 2   | Fecha 2              | Fecha 2 | Fecha 2                | Fecha 2    | Fecha 2 | Fecha 2 | Fecha 2 |
|                                | Local                 | Resultado | Visitante            |         | Estadio                | Fecha      | Hora    | Zona    |         |
| ------------------------------ | --------------------- | --------- | -------------------- | ------- | ---------------------- | ---------- | ------- | ------- | ------- |
|                                | Unión Temuco          | 0 - 2     | Rangers              |         | Germán Becker          | 5 de marzo | 19:00   | Sur     |         |
|                                | Everton               | 4 - 0     | Deportes Antofagasta |         | Sausalito              | 5 de marzo | 20:00   | Norte   |         |
|                                | San Luis              | 1 - 1     | Coquimbo Unido       |         | Lucio Fariña Fernández | 6 de marzo | 12:00   | Norte   |         |
|                                | Deportes Puerto Montt | 3 - 0     | Curicó Unido         |         | Regional de Chinquihue | 6 de marzo | 12:00   | Sur     |         |
|                                | San Marcos de Arica   | 1 - 3     | Deportes Copiapó     |         | Carlos Dittborn        | 6 de marzo | 12:00   | Norte   |         |
|                                | Lota Schwager         | 0 - 1     | Deportes Concepción  |         | Federico Schwager      | 6 de marzo | 17:00   | Sur     |         |
| Libre: Magallanes - Zona Norte |                       |           |                      |         |                        |            |         |         |         |
| Libre: Naval - Zona Sur        |                       |           |                      |         |                        |            |         |         |         |

| Fecha 3                                 | Fecha 3              | Fecha 3   | Fecha 3               | Fecha 3 | Fecha 3                    | Fecha 3     | Fecha 3 | Fecha 3 | Fecha 3 |
|                                         | Local                | Resultado | Visitante             |         | Estadio                    | Fecha       | Hora    | Zona    |         |
| --------------------------------------- | -------------------- | --------- | --------------------- | ------- | -------------------------- | ----------- | ------- | ------- | ------- |
|                                         | Naval                | 1 - 1     | Deportes Puerto Montt |         | CAP                        | 12 de marzo | 17:00   | Sur     |         |
|                                         | Coquimbo Unido       | 2 - 1     | Everton               |         | Francisco Sánchez Rumoroso | 13 de marzo | 12:00   | Norte   |         |
|                                         | Curicó Unido         | 2 - 1     | Lota Schwager         |         | La Granja                  | 13 de marzo | 12:00   | Sur     |         |
|                                         | Deportes Copiapó     | 1 - 0     | San Luis              |         | La Caldera                 | 13 de marzo | 12:00   | Norte   |         |
|                                         | Deportes Concepción  | 1 - 0     | Unión Temuco          |         | Municipal de Concepción    | 13 de marzo | 17:00   | Sur     |         |
|                                         | Deportes Antofagasta | 2 - 1     | Magallanes            |         | Regional de Antofagasta    | 13 de marzo | 17:00   | Norte   |         |
| Libre: San Marcos de Arica - Zona Norte |                      |           |                       |         |                            |             |         |         |         |
| Libre: Rangers - Zona Sur               |                      |           |                       |         |                            |             |         |         |         |

| Fecha 4                                  | Fecha 4       | Fecha 4   | Fecha 4             | Fecha 4 | Fecha 4                       | Fecha 4     | Fecha 4 | Fecha 4 | Fecha 4 |
|                                          | Local         | Resultado | Visitante           |         | Estadio                       | Fecha       | Hora    | Zona    |         |
| ---------------------------------------- | ------------- | --------- | ------------------- | ------- | ----------------------------- | ----------- | ------- | ------- | ------- |
|                                          | Unión Temuco  | 1 - 1     | Curicó Unido        |         | Germán Becker                 | 19 de marzo | 17:00   | Sur     |         |
|                                          | San Luis      | 1 - 2     | San Marcos de Arica |         | Lucio Fariña Fernández        | 19 de marzo | 20:00   | Norte   |         |
|                                          | Everton       | 1 - 0     | Deportes Copiapó    |         | Sausalito                     | 20 de marzo | 12:00   | Norte   |         |
|                                          | Lota Schwager | 0 - 2     | Naval               |         | Federico Schwager             | 20 de marzo | 16:00   | Sur     |         |
|                                          | Magallanes    | 1 - 0     | Coquimbo Unido      |         | Municipal de La Pintana       | 20 de marzo | 16:00   | Norte   |         |
|                                          | Rangers       | 1 - 0     | Deportes Concepción |         | Alfonso Escobar de San Javier | 20 de marzo | 17:00   | Sur     |         |
| Libre: Deportes Antofagasta - Zona Norte |               |           |                     |         |                               |             |         |         |         |
| Libre: Deportes Puerto Montt - Zona Sur  |               |           |                     |         |                               |             |         |         |         |

| Fecha 5                               | Fecha 5               | Fecha 5   | Fecha 5              | Fecha 5 | Fecha 5                    | Fecha 5     | Fecha 5 | Fecha 5 | Fecha 5 |
|                                       | Local                 | Resultado | Visitante            |         | Estadio                    | Fecha       | Hora    | Zona    |         |
| ------------------------------------- | --------------------- | --------- | -------------------- | ------- | -------------------------- | ----------- | ------- | ------- | ------- |
|                                       | Naval                 | 1 - 3     | Unión Temuco         |         | CAP                        | 26 de marzo | 12:00   | Sur     |         |
|                                       | Deportes Copiapó      | 1 - 0     | Magallanes           |         | La Caldera                 | 26 de marzo | 12:00   | Norte   |         |
|                                       | Deportes Puerto Montt | 0 - 0     | Lota Schwager        |         | Regional de Chinquihue     | 26 de marzo | 15:30   | Sur     |         |
|                                       | Coquimbo Unido        | 1 - 1     | Deportes Antofagasta |         | Francisco Sánchez Rumoroso | 27 de marzo | 12:00   | Norte   |         |
|                                       | San Marcos de Arica   | 1 - 2     | Everton              |         | Carlos Dittborn            | 27 de marzo | 12:00   | Norte   |         |
|                                       | Curicó Unido          | 2 - 1     | Rangers              |         | La Granja                  | 27 de marzo | 17:00   | Sur     |         |
| Libre: San Luis - Zona Norte          |                       |           |                      |         |                            |             |         |         |         |
| Libre: Deportes Concepción - Zona Sur |                       |           |                      |         |                            |             |         |         |         |

| Fecha 6                            | Fecha 6              | Fecha 6   | Fecha 6               | Fecha 6 | Fecha 6                       | Fecha 6     | Fecha 6 | Fecha 6 | Fecha 6 |
|                                    | Local                | Resultado | Visitante             |         | Estadio                       | Fecha       | Hora    | Zona    |         |
| ---------------------------------- | -------------------- | --------- | --------------------- | ------- | ----------------------------- | ----------- | ------- | ------- | ------- |
|                                    | Deportes Antofagasta | 1 - 0     | Deportes Copiapó      |         | Regional de Antofagasta       | 30 de marzo | 17:00   | Norte   |         |
|                                    | Rangers              | 1 - 0     | Naval                 |         | Alfonso Escobar de San Javier | 30 de marzo | 17:00   | Sur     |         |
|                                    | Magallanes           | 3 - 3     | San Marcos de Arica   |         | Municipal de La Pintana       | 30 de marzo | 17:00   | Norte   |         |
|                                    | Deportes Concepción  | 3 - 1     | Curicó Unido          |         | Municipal de Concepción       | 30 de marzo | 20:00   | Sur     |         |
|                                    | Everton              | 0 - 0     | San Luis              |         | Sausalito                     | 30 de marzo | 20:00   | Norte   |         |
|                                    | Unión Temuco         | 2 - 0     | Deportes Puerto Montt |         | Germán Becker                 | 30 de marzo | 20:00   | Sur     |         |
| Libre: Coquimbo Unido - Zona Norte |                      |           |                       |         |                               |             |         |         |         |
| Libre: Lota Schwager - Zona Sur    |                      |           |                       |         |                               |             |         |         |         |

| Fecha 7                        | Fecha 7               | Fecha 7   | Fecha 7              | Fecha 7 | Fecha 7                | Fecha 7    | Fecha 7 | Fecha 7 | Fecha 7 |
|                                | Local                 | Resultado | Visitante            |         | Estadio                | Fecha      | Hora    | Zona    |         |
| ------------------------------ | --------------------- | --------- | -------------------- | ------- | ---------------------- | ---------- | ------- | ------- | ------- |
|                                | Deportes Puerto Montt | 1 - 3     | Rangers              |         | Regional de Chinquihue | 3 de abril | 12:00   | Sur     |         |
|                                | San Marcos de Arica   | 0 - 1     | Deportes Antofagasta |         | Carlos Dittborn        | 3 de abril | 12:00   | Norte   |         |
|                                | Naval                 | 2 - 1     | Deportes Concepción  |         | CAP                    | 3 de abril | 12:00   | Sur     |         |
|                                | Deportes Copiapó      | 0 - 2     | Coquimbo Unido       |         | La Caldera             | 3 de abril | 12:00   | Norte   |         |
|                                | San Luis              | 2 - 0     | Magallanes           |         | Lucio Fariña Fernández | 3 de abril | 15:30   | Norte   |         |
|                                | Lota Schwager         | 1 - 0     | Unión Temuco         |         | Federico Schwager      | 3 de abril | 15:30   | Sur     |         |
| Libre: Everton - Zona Norte    |                       |           |                      |         |                        |            |         |         |         |
| Libre: Curicó Unido - Zona Sur |                       |           |                      |         |                        |            |         |         |         |

### Fase Nacional
|  | Deportes Concepción | 2 - 1 | San Luis              |  | Municipal de Concepción       | 9 de abril  | 17:00 |
|  | Unión Temuco        | 3 - 2 | San Marcos de Arica   |  | Germán Becker                 | 9 de abril  | 17:00 |
|  | Coquimbo Unido      | 0 - 1 | Naval                 |  | Francisco Sánchez Rumoroso    | 9 de abril  | 20:00 |
|  | Deportes Copiapó    | 1 - 2 | Lota Schwager         |  | La Caldera                    | 10 de abril | 12:00 |
|  | Magallanes          | 0 - 1 | Deportes Puerto Montt |  | Santiago Bueras               | 10 de abril | 12:00 |
|  | Rangers             | 1 - 4 | Deportes Antofagasta  |  | Alfonso Escobar de San Javier | 10 de abril | 16:00 |
|  | Curicó Unido        | 4 - 0 | Everton               |  | La Granja                     | 10 de abril | 17:00 |

|  | Naval                 | 2 - 2 | Curicó Unido        |  | CAP                        | 16 de abril | 15:30 |
|  | Coquimbo Unido        | 3 - 1 | Deportes Copiapó    |  | Francisco Sánchez Rumoroso | 16 de abril | 20:00 |
|  | San Luis              | 2 - 1 | Unión Temuco        |  | Lucio Fariña Fernández     | 17 de abril | 12:00 |
|  | Deportes Puerto Montt | 1 - 1 | Deportes Concepción |  | Regional de Chinquihue     | 17 de abril | 12:00 |
|  | Everton               | 1 - 1 | Rangers             |  | Sausalito                  | 17 de abril | 16:00 |
|  | Deportes Antofagasta  | 1 - 1 | San Marcos de Arica |  | Regional de Antofagasta    | 17 de abril | 16:00 |
|  | Lota Schwager         | 0 - 1 | Magallanes          |  | Federico Schwager          | 17 de abril | 16:00 |

|  | Unión Temuco        | 2 - 3 | Naval                 |  | Germán Becker                 | 23 de abril | 17:00 |
|  | Curicó Unido        | 2 - 1 | Deportes Puerto Montt |  | La Granja                     | 23 de abril | 21:00 |
|  | Deportes Concepción | 1 - 1 | Lota Schwager         |  | Municipal de Concepción       | 24 de abril | 12:00 |
|  | San Marcos de Arica | 2 - 0 | San Luis              |  | Carlos Dittborn               | 24 de abril | 12:00 |
|  | Deportes Copiapó    | 2 - 2 | Everton               |  | La Caldera                    | 24 de abril | 12:00 |
|  | Magallanes          | 2 - 3 | Deportes Antofagasta  |  | Santiago Bueras               | 24 de abril | 16:00 |
|  | Rangers             | 5 - 3 | Coquimbo Unido        |  | Alfonso Escobar de San Javier | 24 de abril | 17:00 |

|  | Naval                 | 1 - 2 | Rangers             |  | CAP                        | 30 de abril | 12:00 |
|  | Lota Schwager         | 1 - 1 | Curicó Unido        |  | Federico Schwager          | 30 de abril | 15:30 |
|  | Deportes Antofagasta  | 1 - 0 | Deportes Concepción |  | Regional de Antofagasta    | 30 de abril | 17:00 |
|  | San Luis              | 0 - 2 | Deportes Copiapó    |  | Lucio Fariña Fernández     | 30 de abril | 18:30 |
|  | Everton               | 1 - 1 | Magallanes          |  | Sausalito                  | 30 de abril | 19:00 |
|  | Deportes Puerto Montt | 2 - 1 | San Marcos de Arica |  | Regional de Chinquihue     | 30 de abril | 19:00 |
|  | Coquimbo Unido        | 0 - 1 | Unión Temuco        |  | Francisco Sánchez Rumoroso | 30 de abril | 20:00 |

|  | Unión Temuco          | 0 - 1 | Lota Schwager        |  | Germán Becker                 | 7 de mayo | 17:00 |
|  | Deportes Concepción   | 4 - 1 | Everton              |  | Municipal de Concepción       | 8 de mayo | 12:00 |
|  | San Marcos de Arica   | 1 - 1 | Magallanes           |  | Carlos Dittborn               | 8 de mayo | 12:00 |
|  | Deportes Puerto Montt | 1 - 0 | Naval                |  | Regional de Chinquihue        | 8 de mayo | 12:00 |
|  | Rangers               | 0 - 2 | San Luis             |  | Alfonso Escobar de San Javier | 8 de mayo | 15:30 |
|  | Deportes Copiapó      | 1 - 2 | Deportes Antofagasta |  | La Caldera                    | 8 de mayo | 15:30 |
|  | Curicó Unido          | 3 - 0 | Coquimbo Unido       |  | La Granja                     | 8 de mayo | 16:00 |

|  | Naval                | 1 - 1 | San Luis              |  | CAP                           | 14 de mayo | 15:30 |
|  | Everton              | 2 - 2 | San Marcos de Arica   |  | Sausalito                     | 14 de mayo | 19:00 |
|  | Coquimbo Unido       | 1 - 0 | Deportes Concepción   |  | Francisco Sánchez Rumoroso    | 15 de mayo | 12:00 |
|  | Rangers              | 2 - 0 | Deportes Copiapó      |  | Alfonso Escobar de San Javier | 15 de mayo | 12:00 |
|  | Deportes Antofagasta | 3 - 1 | Curicó Unido          |  | Regional de Antofagasta       | 15 de mayo | 15:30 |
|  | Magallanes           | 1 - 1 | Unión Temuco          |  | Santiago Bueras               | 15 de mayo | 15:30 |
|  | Lota Schwager        | 1 - 0 | Deportes Puerto Montt |  | Federico Schwager             | 15 de mayo | 15:30 |

|  | Unión Temuco          | 1 - 1 | Deportes Concepción  |  | Germán Becker          | 21 de mayo | 17:00 |
|  | Curicó Unido          | 3 - 3 | Magallanes           |  | La Granja              | 21 de mayo | 20:00 |
|  | Deportes Puerto Montt | 2 - 2 | Deportes Antofagasta |  | Regional de Chinquihue | 22 de mayo | 12:00 |
|  | San Marcos de Arica   | 2 - 0 | Coquimbo Unido       |  | Carlos Dittborn        | 22 de mayo | 12:00 |
|  | Deportes Copiapó      | 4 - 1 | Naval                |  | La Caldera             | 22 de mayo | 12:00 |
|  | San Luis              | 2 - 1 | Everton              |  | Lucio Fariña Fernández | 22 de mayo | 15:30 |
|  | Lota Schwager         | 0 - 2 | Rangers              |  | Federico Schwager      | 22 de mayo | 15:30 |

|  | Coquimbo Unido        | 3 - 2 | San Luis         |  | Francisco Sánchez Rumoroso | 28 de mayo | 19:00 |
|  | Deportes Antofagasta  | 2 - 1 | Lota Schwager    |  | Regional de Antofagasta    | 29 de mayo | 12:00 |
|  | Deportes Puerto Montt | 1 - 1 | Unión Temuco     |  | Regional de Chinquihue     | 29 de mayo | 12:00 |
|  | San Marcos de Arica   | 2 - 1 | Curicó Unido     |  | Carlos Dittborn            | 29 de mayo | 12:00 |
|  | Naval                 | 1 - 2 | Everton          |  | CAP                        | 29 de mayo | 12:00 |
|  | Magallanes            | 3 - 2 | Deportes Copiapó |  | Santiago Bueras            | 29 de mayo | 12:00 |
|  | Deportes Concepción   | 2 - 2 | Rangers          |  | Municipal de Concepción    | 29 de mayo | 18:00 |

|  | Unión Temuco     | 0 - 1 | Deportes Antofagasta  |  | Germán Becker                 | 4 de junio | 16:00 |
|  | San Luis         | 3 - 1 | Deportes Puerto Montt |  | Lucio Fariña Fernández        | 4 de junio | 20:00 |
|  | Deportes Copiapó | 0 - 2 | Deportes Concepción   |  | La Caldera                    | 5 de junio | 12:00 |
|  | Naval            | 1 - 0 | Magallanes            |  | CAP                           | 5 de junio | 12:00 |
|  | Rangers          | 0 - 0 | Curicó Unido          |  | Alfonso Escobar de San Javier | 5 de junio | 12:00 |
|  | Everton          | 0 - 0 | Coquimbo Unido        |  | Sausalito                     | 5 de junio | 15:30 |
|  | Lota Schwager    | 1 - 0 | San Marcos de Arica   |  | Federico Schwager             | 5 de junio | 15:30 |

|  | Deportes Concepción   | 1 - 1 | Naval            |  | Municipal de Concepción | 11 de junio | 18:00 |
|  | Deportes Antofagasta  | 0 - 0 | Coquimbo Unido   |  | Regional de Antofagasta | 12 de junio | 12:00 |
|  | San Marcos de Arica   | 4 - 2 | Rangers          |  | Carlos Dittborn         | 12 de junio | 12:00 |
|  | Curicó Unido          | 1 - 2 | Unión Temuco     |  | La Granja               | 12 de junio | 12:00 |
|  | Deportes Puerto Montt | 2 - 1 | Deportes Copiapó |  | Regional de Chinquihue  | 12 de junio | 12:00 |
|  | Magallanes            | 2 - 2 | San Luis         |  | Santiago Bueras         | 12 de junio | 12:00 |
|  | Lota Schwager         | 0 - 1 | Everton          |  | Federico Schwager       | 12 de junio | 12:00 |

| Fecha 18 | Fecha 18 | Fecha 18  | Fecha 18  | Fecha 18 | Fecha 18 | Fecha 18 | Fecha 18 | Fecha 18 | Fecha 18 |
|          | Local    | Resultado | Visitante |          | Estadio  | Fecha    | Hora     |          |          |
| -------- | -------- | --------- | --------- | -------- | -------- | -------- | -------- | -------- | -------- |

|  | Unión Temuco             | 4 - 0 | Deportes Copiapó    |  | Germán Becker           | 25 de junio | 16:00 |
|  | Deportes Antofagasta (C) | 1 - 0 | Everton             |  | Regional de Antofagasta | 26 de junio | 12:00 |
|  | Magallanes               | 1 - 3 | Rangers             |  | Santiago Bueras         | 26 de junio | 12:00 |
|  | Deportes Puerto Montt    | 1 - 1 | Coquimbo Unido      |  | Regional de Chinquihue  | 26 de junio | 12:00 |
|  | Curicó Unido             | 4 - 1 | Deportes Concepción |  | La Granja               | 26 de junio | 12:00 |
|  | San Marcos de Arica      | 1 - 1 | Naval               |  | Carlos Dittborn         | 26 de junio | 12:00 |
|  | Lota Schwager            | 4 - 2 | San Luis            |  | Federico Schwager       | 26 de junio | 12:00 |

| Fecha 20 | Fecha 20 | Fecha 20  | Fecha 20  | Fecha 20 | Fecha 20 | Fecha 20 | Fecha 20 | Fecha 20 | Fecha 20 |
|          | Local    | Resultado | Visitante |          | Estadio  | Fecha    | Hora     |          |          |
| -------- | -------- | --------- | --------- | -------- | -------- | -------- | -------- | -------- | -------- |

## Campeón
| · Archivo:600px 600px bisection vertical White HEX-0033CC.svg |
| Deportes Antofagasta 1º título                                |